# Adorazione dei Magi (Pontormo)

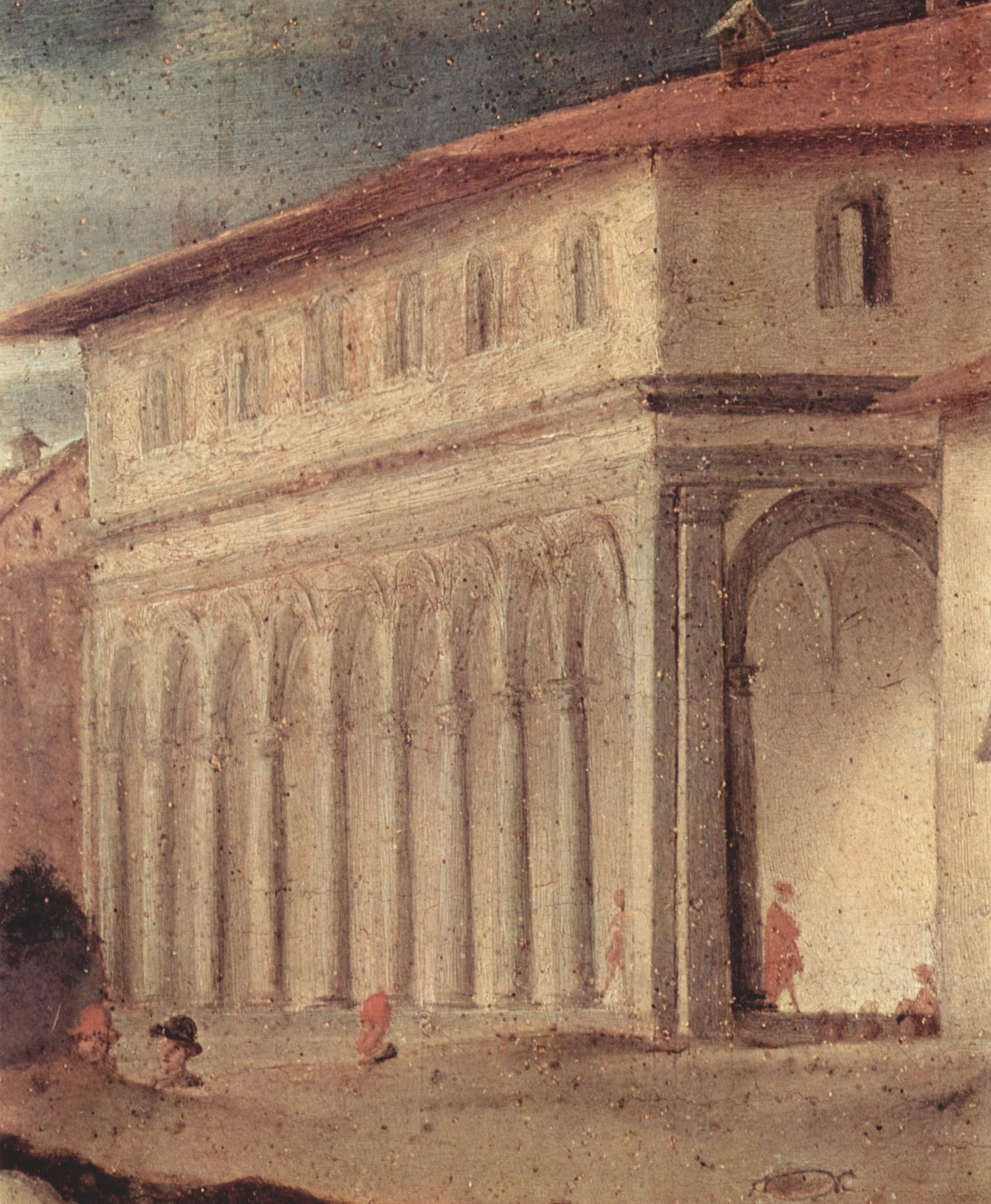
Dettaglio

L'Adorazione dei Magi è un dipinto a olio su tavola (85 × 190 cm) di Pontormo, databile al 1522-1523 circa e conservato nella Galleria Palatina di Firenze.

## Storia
L'opera era stata eseguita per l'anticamera nel palazzo di Giovan Maria Benitendi. Era destinata ad essere inserita in una boiserie assieme ad altre opere di altri artisti, secondo una moda che aveva l'esempio più alto e celebre nella camera nuziale Borgherini, eseguita pochi anni prima e a cui aveva partecipato lo stesso Pontormo. Le altre opere che ne facevano parte erano: Betsabea al bagno del Franciabigio (Dresda, Gemäldegalerie), la Leggenda del figlio del re morto di Bacchiacca (idem) e il Battesimo di Cristo, dello stesso (Berlino, Gemäldegalerie), oltre al celebre San Giovanni Battista di Andrea del Sarto (pure nella Galleria Palatina), che coronava le altre tavole più piccole.

## Descrizione e stile
Il corteo dei Magi si dispiega lungo il dipinto con un andamento curvilineo, che giunge fino al primo piano e ha il culmine nel gruppo a destra, posto su un piano rialzato e isolato da un parapetto, con la Madonna che si alza per avvicinare il figlio al primo dei Magi prostrato a terra in adorazione, mentre Giuseppe si trova nell'angolo, riconoscibile per l'aureola e il bastone, seduto tra un gruppo di pastori. Singolare è la presenza di sant'Anna dietro Maria, legata a una rievocazione della processione della festa di Sant'Anna, come ricorda anche la presenza del monastero di Verzaia nello sfondo, il punto di arrivo del corteo che ogni 26 luglio partiva da Orsanmichele in ricordo del giorno della cacciata del Duca di Atene.
La deformazione fisica di alcuni personaggi, la foggia delle vesti, i panneggi ampi e ad effetto bagnato, nonché l'atmosfera convulsa della scena sono tutti elementi che certificano l'ispirazione nordica dell'opera, legata alla circolazione di incisioni (di Luca da Leida, di Dürer...) che anche a Firenze iniziavano ad avere larga diffusione e che più di una volta ebbero un forte ascendente su Pontormo.